# Carex spicatopaniculata
Carex spicatopaniculata là một loài thực vật có hoa trong họ Cói. Loài này được Boeckeler ex C.B.Clarke mô tả khoa học đầu tiên năm 1898.